# Двенадцать на Луне
«Двенадцать на Луне» (англ. 12 to the Moon; США, 1960) — фантастический фильм. Премьера фильма состоялась в июне 1960 в США.

## Сюжет
Научная экспедиция из 12 космонавтов отправляется на Луну на ракете «Лунный орёл 1» (Lunar Eagle 1) с атомным двигателем на борту. По пути к естественному спутнику Земли они сталкиваются с астероидами и облаками космической пыли, однако в итоге им удается успешно приземлиться. Но вскоре участники экспедиции сталкиваются с присутствием инопланетного разума и другими мистическими явлениями, которые грозят катастрофой для их собственной планеты.

## Главные герои фильма
- Доктор Эрик Хайнрих (Dr. Erich Heinrich), от Германии (ФРГ или ГДР, не уточняется). Главный конструктор ракеты. Очевиднее всего этот персонаж является отсылкой к Вернеру фон Брауну, главе Американской космической программы и этническому немцу. Как выясняется в дальнейшем отец д-ра Хайнриха был нацистским преступником, однако сын не желал иметь что-либо общее с отцом и сменил фамилию.
- Доктор Родди Мёрдок (Dr. Roddy Murdock), от США, самый молодой член экспедиции, в 19 лет стал обладателем докторской степени по математике;
- Доктор Селим Хамид (Dr. Selim Hamid), от Турции, врач;
- Доктор Сигрид Бумарк (Dr. Sigrid Bomark), от Швеции. Одна из двух женщин на борту ракеты. Тоже врач;
- Доктор Этьен Мартель (Dr. Etienne Martel), от Франции. Бортинженер. В дальнейшем выяснится, что он симпатизирует СССР и даже был готов саботировать действия команды для спасения Североамериканского континента от действий лунного народа, чтобы Советский Союз остался единственной сверхдержавой;
- Доктор Уильям Рочестер (Dr. William Rochester), от Великобритании, геофизик. Погибает на Луне, попав в зыбучий песок;
- Доктор Хидэко Мурата (Dr. Hideko Murata), от Японии, вторая женщина на борту. Астроном и фармацевт. Только она одна сумела расшифровать письменность лунного народа;
- Доктор Фёдор Орлов (Dr. Feodor Orloff), от Советского Союза. Геолог и магмовед;
- Доктор Асмара Марконен (Dr. Asmara Markonen), от Нигерии. Астроном и штурман «Лунного орла 1»;
- Доктор Давид Раскин (Dr. David Ruskin), от Израиля (уроженец Польши). Его семья погибла во время Второй Мировой войны от рук нацистов, что в дальнейшем сыграло определённую роль в отношениях с д-ром Хайнрихом. Является уполномоченным репортером на корабле;
- Доктор Луис Варгас (Dr. Luis Vargas), от Бразилии. Пилотирует ракету на Луну;
- Капитан Джон Эндерсон (Capt. John Anderson), тоже американец, командир корабля.

## Неточности
В этом фильме собрано огромное количество научных и сценарных неточностей:
1. Корабль на старте и в полёте имеют совершенно разный вид;
2. На «Лунном орле 1» во время полёта в космосе отсутствует невесомость, а про искусственную гравитацию ничего не говорится;
3. Все члены экспедиции одеты в лётные противоперегрузочные костюмы, которые надевают пилоты истребителей, ботинки со шнурками, а также шлемы без забрал (хотя доктор Раскин поясняет, что их лица защищают невидимые лучи, генератор которых находится в самом шлеме). В фильме упоминается, что температура на поверхности Луны минус 150 градусов по Цельсию, однако позже, находясь на борту «Лунного орла», в тех же самых костюмах герои фильма чувствуют холод в минус 20 градусов по Цельсию, от чего испытывают сильный дискомфорт;
4. Также в своем отчёте доктор Раскин отмечает, что на Луне нет звука, однако, когда для отбора полезных ископаемых доктор Орлов стреляет из миномёта по горе, отчетливо слышен звук взрыва;
5. Из-за отсутствия на Луне атмосферы процесс горения там невозможен, о чём также говорят доктор Салим и доктор Бумарк, во время поиска воздуха, в одной из пещер, однако они находят минерал, который воспламеняется от контакта с руками учёных. И лишь только в следующей пещере обнаруживается воздух.
6. Между Землёй и орбитой Луны отсутствуют астероиды и космическая пыль, якобы встреченные экспедицией.

## Итоги экспедиции
В целом первый полёт человека на Луну, показанный в фильме, можно назвать неудачным:
- два человека пропали без вести (доктор Селим Хамид и доктор Сигрид Бумарк), после их захвата лунным народом;
- один человек погиб на Луне (доктор Уильям Рочестер);
- два человека погибают при попытке спасти Землю от действий лунного народа (доктор Давид Раскин и доктор Эрик Хайнрих);
- один человек получает увечья (доктор Фёдор Орлов во время отбора минералов получает ожоги от неизвестной субстанции белого цвета);
- судьба ещё одного человека в фильме до конца не разъяснена (доктора Этьена Мартеля), вероятно после попытки саботажа его могли убить в драке, так как в последующих сценах он не показан.